# Rechberghausen
Rechberghausen là một thị trấn thuộc huyện Göppingen ở Baden-Württemberg ở miền nam Đức. Đô thị này có diện tích 6,4 km², dân số thời điểm 31 tháng 12 năm 2020 là 5411 người.

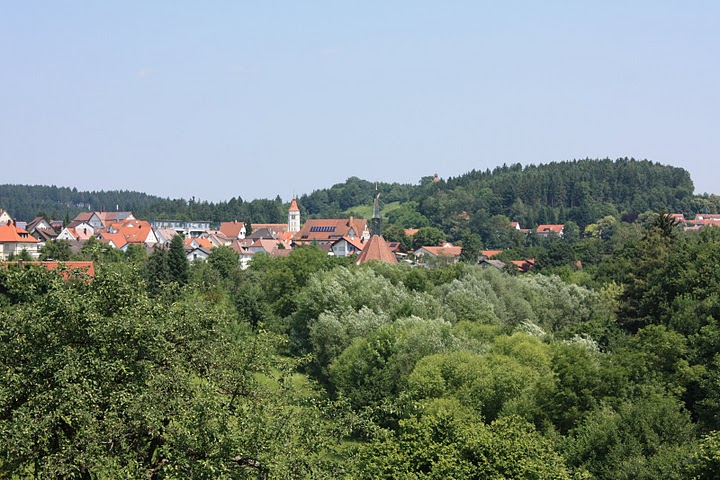
Rechberghausen